# 대한민국 형사소송법 제65조
대한민국 형사소송법 제65조는 민사소송법의 준용에 대한 형사소송법의 조문이다.

## 조문
제65조(「민사소송법」의 준용) 서류의 송달에 관하여 법률에 다른 규정이 없는 때에는 「민사소송법」을 준용한다.  <개정 2007.6.1.>
[제목개정 2007.6.1.]

第65條(「민사소송법」의 準用) 書類의 送達에 關하여 法律에 다른 規定이 없는 때에는 「민사소송법」을 準用한다.  <개정 2007.6.1.>
[제목개정 2007.6.1.]

## 판례
- 교도소 또는 구치소에 구속된 자에 대한 송달은 그 교도소장에게 하며, 이 경우 수감자에게 실제로 전달되었는지 여부는 불문한다[1]
- 수감자에 대한 약식명령의 송달을 교도소 등의 소장에게 하지 아니하고 수감되기 전의 종전 주, 거소에 하였다면 부적법하여 무효이고 수감사실을 모르고 종전의 주, 거소에 하였다 하여도 마찬가지로 송달의 효력은 발생하지 않고, 송달 자체가 부적법한 이상 당사자가 약식명령이 고지된 사실을 다른 방법으로 알았다고 하더라도 송달의 효력은 여전히 발생하지 않는다[2]

## 참고 문헌
- 손동권 신이철, 새로운 형사소송법(초판, 2013), 세창, 2013. ISBN 9788984114081